# Orlando Sánchez
Pour les articles homonymes, voir Sánchez.
Orlando Sánchez, né le 26 mai 1988, à Nagua, en République dominicaine, est un joueur dominicain de basket-ball. Il évolue au poste d'ailier.